# Föreningen för sömmerskor
Föreningen för sömmerskor är en privat svensk förening. Dess syfte var att med medlemmarnas avgifter och privata filantropers bidrag finansiera en sjuk-, arbetslöshets- och pensionskassa för sömmerskor. De finansierade också en månads semester för sömmerskor från 1886, oftast på kurort eller föreningens semesterhem i Stockholms skärgård. 

## Historik

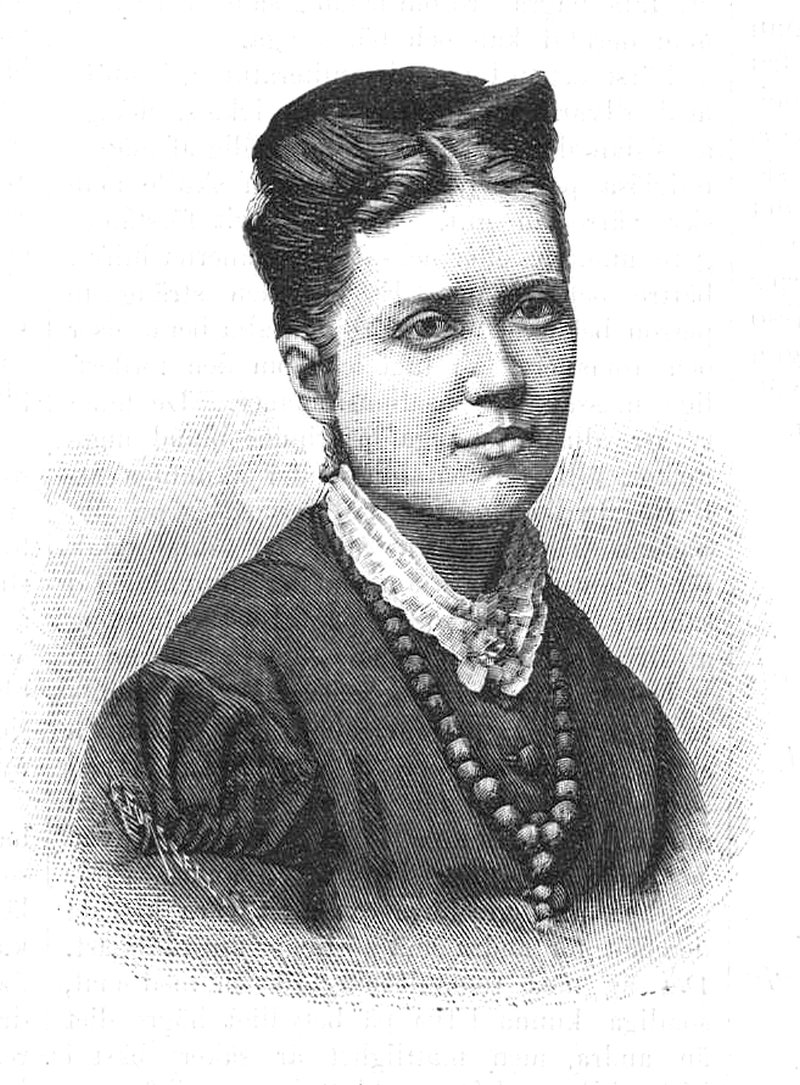
Elisabeth Nyström. Xylografi i Idun 1889, nr 40

Föreningen grundades år 1880 av konstnären Elisabeth Nyström (1848–1889), som var dotter till väckelsepredikanten Carl Olof Rosenius och Agatha Rosenius och gift med politikern Martin Nyström. Efter studentexamen och studier vid Musikaliska akademien och Konstakademien engagerade hon sig i välgörenhet och inspirerades till att grunda föreningen av en dansk motsvarighet, Gjensidig Hjealpforening for Kvindelig Haandarbeidere, vars stadgar hon närmast kopierade då hon skapade sin egen förening i Sverige.  Nyström ledde föreningen till sin död i Paris 1889, då hon efterträddes av tidigare ekonomiansvarig Anna Kylén: även hennes make var fram till 1916 engagerad skattemästare och sekreterare.   
Föreningen omfattade "hela den klass kvinnor som försörja sig med handarbete", och "varje ogift kvinna som försörjer sig med sömnad eller annat arbete såsom stickning, virkning, blomsterfabrikation o d" hade rätt att bli medlem om hon var mellan 16 och 45 år gammal och bosatt i Stockholm. Medlemmar som gifte sig eller övergick till annat yrke fick kvarstå. Föreningens sjukkassa grundades på medlemmarnas egna avgifter och insatser, men bidrag från filantroper som räknades som hedersmedlemmar och gav pengar till en låne- och hjälpkassa. Medlemsantalet var 166 under 1880-talet, över 500 år 1905 och 600 år 1910, då den spelade sin största roll. Därefter sjönk medlemsantalet och föreningen förlorade sin betydelse.
Föreningen var förebild för andra lokala föreningar för sömmerskor. En förening med samma namn bildades för sömmerskor i Göteborg 1888.